# Stade de l'Ousse des Bois
Le stade de l'Ousse des Bois est un ancien stade de football et de rugby à XV de la ville de Pau, reconverti en centre d'entrainement de la Section paloise en 2016. 

## Histoire
Le stade Pedeutour est construit sur les rives de l'Ousse des Bois par le club de rugby de l'ASOP en 1961-1962. Le terrain appartenait alors à un agriculteur et était situé en pleine campagne. Le grand ensemble de L’Ousse des Bois est construit cinq ans plus tard à proximité. La ville de Pau acquiert l'ancien stade Pedeutour afin de l'aménager pour les clubs locaux pour un montant de 22 millions d'anciens francs en 1965. Les aménagements du stade pour accueillir le Pau FC débutent à partir de 1967. Le stade est inauguré en grande pompe le 1er septembre 1968 face aux voisins aragonais du Real Saragosse, vainqueur de la Coupe des villes de foires en 1964, puis finaliste en 1966. La proximité d'un grand ensemble d'immeuble construit dans les années 1960 en fait un stade peu apprécié des palois. 
Les jeunes joueurs y ont parfois été caillassés et les incivilités y sont nombreuses. 
En 1974, l'AS Pau Béarn XIII, successeur de Pau XIII, club fondé par François Récaborde en 1934, rebaptise le stade du nom de stade François-Récaborde. 
C'est dans ce stade, rapidement devenu inadapté à la pratique du football de haut-niveau, que le Pau FC a enregistré sa plus basse affluence jamais enregistrée: 88 spectateurs en 1990-1991. À partir de 1991, le FC Pau du président Alain Pitoun quitte définitivement l'Ousse des Bois pour s'installer au Hameau, conjointement avec la Section paloise. 
En 2013, le stade de l'Ousse des Bois accueille de nouveau des matches du Pau FC grâce à une dérogation, lorsque le club est relégué en CFA.
Après l'abandon du projet de rénovation au milieu des années 2010 et la construction du Nouste Camp, ce stade est devenu en 2016 le centre d'entrainement de la Section paloise,.
Le centre d'entrainement porte le nom de l’équipementier italien, Macron. 
La communauté d'agglomération de Pau-Pyrénées a contribué au financement à hauteur de 300 000 euros et le département des Pyrénées-Atlantiques 200 000 euros.
Le centre est agrandi en 2019.

## Structures et équipements
Le stade dispose d'une tribune d'honneur, construite en 1968.